# Епархия Карре

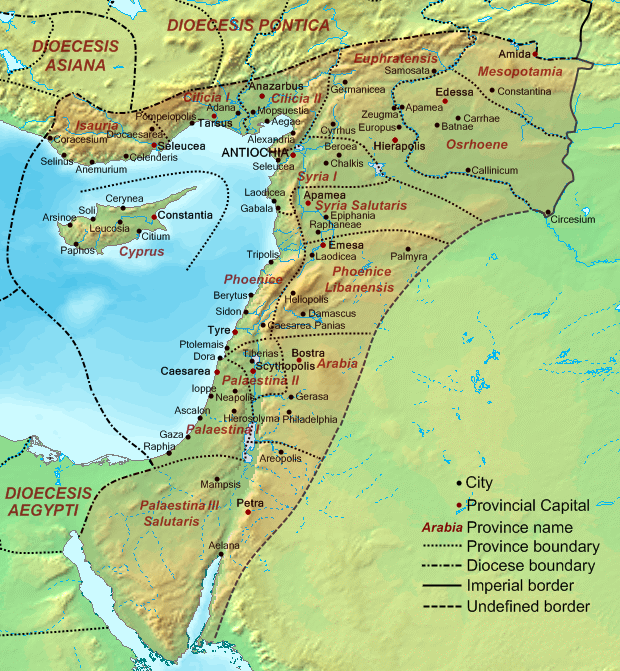
Карта Восточного диоцеза, Римская империя, V век

Епархия Карре (лат. Dioecesis Carrhena) — античная христианская епархия, сегодня титулярная епархия Римско-Католической церкви.

## История
Античный римский город Карре находился в Восточном диоцезе на территории бывшего государства Осроена, ставшего одноимённой римской провинции. Сегодня Карре идентифицируется с древним городом Харраном, находившимся на территории современной Турции. Карре был местом одноимённой античной епархии, которая входила в митрополию Эдессы Антиохийского патриархата.
После нашествия мусульман епархия Карре прекратила своё существование.
C 1729 года епархия Карре является титулярной епархией Римско-Католической церкви. С 1965 года вакантна.

## Епископы
- епископ Варсис (? — 361) — назначен архиепископом Эдессы;
- епископ Абгар (упоминается в 363 году);
- епископ Вит (371—381);
- епископ Протоген;
- епископ Авраам;
- епископ Даниил (445—449);
- епископ Иоанн I (упоминается в 451 году);
- епископ Стратоник (упоминается в 512 году);
- епископ Иоанн II (? — 518);
- епископ Константин (VIII век);
- епископ Леон (VIII век);
- епископ Феодор Абу Курра (799 — около 830).

## Титулярные епископы
- епископ Джузеппе ди Капуа (23.03.1729 — ?);
- епископ Рохус Кудси (19.01.1781 — ?);
- епископ Жоао Хосе Вас Перейра (27.06.1821 — 4.05.1830);
- епископ Пьетро Раффаэле Ардуино O.F.M.Conv.[1] (25.09.1838 — 30.01.1843) — назначен епископом Альгеро-Бозы;
- епископ Patrick Phelan, P.S.S.[1] (20.02.1843 — 8.05.1857) — назначен епископом Кингстона;
- епископ Альберт фон Халлер (18.03.1858 — 28.11.1858);
- епископ Иоганн Рудольф Кучкер (7.04.1862 — 3.04.1876) — назначен архиепископом Вены;
- епископ Антон Йозеф Груша (28.03.1878 — 23.06.1890) — назначен архиепископом Вены;
- епископ Нандор Челка (19.01.1893 — 7.03.1897);
- епископ Джон Джеральд Невилль C.S.Sp.[1] (1.09.1913 — 27.02.1943);
- епископ Хосе де ла Крус Турсиос-и-Барахона S.D.B.[1] (28.05.1943 — 8.12.1947) — назначен архиепископом Тегусигальпы;
- епископ Мануэль Маренго (20.02.1950 — 22.09.1956) — назначен епископом Азула;
- епископ Жозе Луи Андре Уилетт Joseph (29.11.1956 — 27.03.1965) — назначен епископом Мон-Лорье;
- вакансия.